# Голіцин Георгій Сергійович
Георгій Сергійович Голіцин (рос. Георгий Сергеевич Голицын; нар. 23 січня 1935, Москва) — російський радянський геофізик і астроном, член-кореспондент АН СРСР (1979), академік РАН (1987) по Відділенню океанології, фізики атмосфери і географії (1987), з січня 1990 і по 2008 — директор Інституту фізики атмосфери ім. А. М. Обухова РАН, спеціаліст з фізики атмосфери і океану, теорії клімату, доктор фізико-математичних наук.

## Біографія
Нащадок князівського роду Голіциних. Освіту здобув на фізичному факультеті МДУ. Одним з перших, у травні 1983, виступив з доповіддю, присвяченій кліматичним наслідкам ядерної війни. Голова опікунської ради Свято-Димитрівського сестринства. Один із засновників московського відділення наукового товариства Sigma Xi. Разом з низкою своїх колег з Академії наук виступив з критикою «Листа десяти академіків». Був головним редактором журналу «Известия АН СРСР. Физика атмосферы и океана».
Основні астрономічні роботи присвячені фізиці планет і планетних атмосфер. Розробив теорію подібності для динаміки планетних атмосфер, яка дозволила, зокрема, передбачити і пояснити високий ступінь однорідності температури в основній товщі атмосфери Венери і на її поверхні і малі швидкості вітру в нижніх шарах атмосфери; ці висновки були підтверджені радіоїнтерферометричними спостереженнями власного випромінювання Венери і прямими вимірюваннями радянських автоматичних міжпланетних станцій серії «Венера». Теорія подібності Голіцина пояснила також високі швидкості вітру в атмосфері Марса (до 50 м/с). Досліджував зародження і динаміку запорошених бурь на Землі і Марсі, режим турбулентності в атмосферах Венери і Марса. Виконав роботи з теорії турбулентності, магнітній гідродинаміці. Займається розробкою теорія конвекції стосовно динаміки надр Землі, планет і великих супутників, а також до океану і атмосфери, теорією клімату Землі, теорією хвильових рухів в атмосферах Землі і планет.

## Наукові праці
Автор понад 200 наукових праць, у тому числі 5-ти монографій.

### Видання
- Г. С. Голицын. Введение в динамику планетных атмосфер (Russian). Л.: Гидрометеоиздат, 1973.(рос.)
- Г. С. Голицын. Исследование конвекции с геофизическими приложениями и аналогиями (рос.). Л.: Гидрометеоиздат, 1980.(рос.)
- М. И. Будыко, Г. С. Голицын, Ю. А. Израэль. Климатические Катастрофы (рос.). М.: Гидрометеоиздат, 1987. In English: M.I. Budyko, G.S. Golitsyn, Y.A. Izrael. Global climatic catastrophes. Berlin ; New York: Springer-Verlag, 1988. (англ.)
- B.M. Boubnov, G.S. Golitsyn. Convection in rotating fluids. Kluwer Academic Publishers, 1995.(англ.)
- Г. С. Голицын. Динамика природных процессов (рос.). М.: Физматлит, 2004.
- Г. С. Голицын. Микро- и макромиры и гармония (рос.). М.: Квант, 2008

## Нагороди
- Премія АН СРСР імені А. А. Фрідмана (1990) — за роботи з динамічної метеорології
- Демидівська премія (1996) — за досягнення в галузі наук про Землю
- Медаль Альфреда Вегенера, вища нагорода Європейського союзу наук про Землю (2004) — за заслуги в галузі наук про океан, атмосферу і клімат
- медалі